# Стенджер, Виктор
Ви́ктор Джон Сте́нджер (англ. Victor John Stenger; 29 января 1935, Байонна, Нью-Джерси — 27 августа 2014, Гавайи) — американский  физик, специалист в области физики элементарных частиц и нейтринной астрономии, философ, атеист и автор множества научно-популярных книг. Почётный профессор Гавайского университета.
Является автором 13 книг по физике, квантовой механике, космологии, философии, атеизму, религии и лженауке, опубликованных издательством Prometheus Books. Его научно-популярная книга «Бог: неудачная гипотеза» (англ. God: The Failed Hypothesis, 2007) содержит доказательства несуществования Бога, доказательство возможности построения бесконечного числа Вселенных по антропному принципу и др. Также в книге имеется классификация аргументов, приводимых атеистами в доказательство того, что Бога нет.

## Книги
- Stenger V. The Comprehensible Cosmos : Where Do the Law of Physics Come From. — Amherst : Prometheus Books, 2006.
- Stenger V. God: The Failed Hypothesis : How Science Shows That God Does Not Exist. — Amherst, N. Y. : Prometheus Books, 2007.
- Stenger V. The Fallacy of Fine-Tuning : Why the Universe Is Not Designed For Us. — Amherst, N. Y. : Prometheus Books, 2011.
- Стенджер В. Бог и мультивселенная : Расширенное понятие космоса. — СПб. : Питер, 2016.